# Patrick Brisebois
Pour les articles homonymes, voir Brisebois.
Ne doit pas être confondu avec Patrice Brisebois.
Patrick Brisebois est un écrivain québécois né à Verdun en 1971.

## Biographie
Né en 1971, Patrick Brisebois grandit à McMasterville sur la rive sud de Montréal et habite maintenant Louiseville en Mauricie. Il est l’auteur d’un recueil de poésies et de cinq romans.

### Écriture
L'écriture de Brisebois se pose en marge du reste de la littérature québécoise. En effet, à travers ses romans, il n'hésite pas à critiquer le petit milieu qu'est l'institution littéraire au Québec. Plusieurs qualifieront cette écriture de «  trash », une étiquette que l'auteur accepte avec une certaine suspicion. Stéphane Rivard écrira à ce propos : 

« Brisebois sait très bien dire les choses en salissant les pages. En le lisant, on peut reconnaître les effluves — des touches malpropres — à la Mistral, rappelant les chaussettes mouillées sur le radiateur. L'ambiance créée (des odeurs infectes, des couleurs criardes, des textures pâteuses) peut parfois donner la nausée, repousser, faire dresser les cheveux sur la tête, mais l'ironie bien placée assure toujours quelques sourires »

Tristan Malavoy-Racine, dans le magazine Voir, mentionne que certains le voient comme l'héritier de Boris Vian. Selon Chantal Guy de La Presse, écrire sur la difficulté d'écrire fait partie de l'identité de l'auteur.
Dans Modèle de Nice, « roman en forme de journal fictionnel », « Patrick Brisebois parvient à provoquer des collisions entre divers mondes, évoquant d’insolites associations d’idées ».

## Œuvre

### Poésie
- Carcasses au crépuscule, Montréal, éditions Effet Pourpre, 2002, 79 p.  (ISBN 2922660168)
- Carcasses au crépuscule (réédition), Montréal, l'Écrou, 2017, 81 p.  (ISBN 9782924682050)

### Roman
- Que jeunesse trépasse, Montréal, éditions Effet Pourpre, 1999, 236 p.  (ISBN 2922660001)
- Trépanés, Montréal, Montréal, éditions Effet Pourpre, 2000, 197 p.  (ISBN 2922660060)
- Chant pour enfants morts, Montréal, éditions Effet Pourpre, 2003, 133 p.  (ISBN 2922660214)
- Catéchèse, Québec, éditions Alto, 2006, 92 p.  (ISBN 2923550013)
- Trépanés (réédition), Montréal, Le Quartanier, 2011, 184 p.  (ISBN 9782923400761)
- Chant pour enfants morts (réédition), Montréal, Le Quartanier, 2011, 172 p.  (ISBN 9782923400778)
- Le modèle de Nice, Montréal, Le Quartanier, 2018, 148 p.  (ISBN 9782896983896)

### Collectifs
- Libellules dans le recueil de nouvelles Futurs, Montréal, Éditions Triptyque, 2020  (ISBN 978-2-89801-110-8)[8]